# Xanthisthisa lemairei
Xanthisthisa lemairei is een vlinder uit de familie spanners (Geometridae). De wetenschappelijke naam van deze soort is voor het eerst geldig gepubliceerd in 1973 door Herbulot.
De soort komt voor in tropisch Afrika.